# Le Coudray-Montceaux
Le Coudray-Montceaux è un comune francese di 4 606 abitanti situato nel dipartimento dell'Essonne nella regione dell'Île-de-France.

## Società

### Evoluzione demografica
Abitanti censiti